# Casper Ulrich Mortensen
Casper Ulrich Mortensen (Copenaghen, 14 dicembre 1989) è un pallamanista danese, in forza all'Handball Sport Verein Hamburg.
Gioca in nazionale dal 2007 e con essa ha vinto la medaglia d'oro ai Giochi olimpici del 2016. Inoltre ha ottenuto un secondo posto ai campionati mondiali del 2013 e uno ai campionati europei del 2014.